# Wanderer

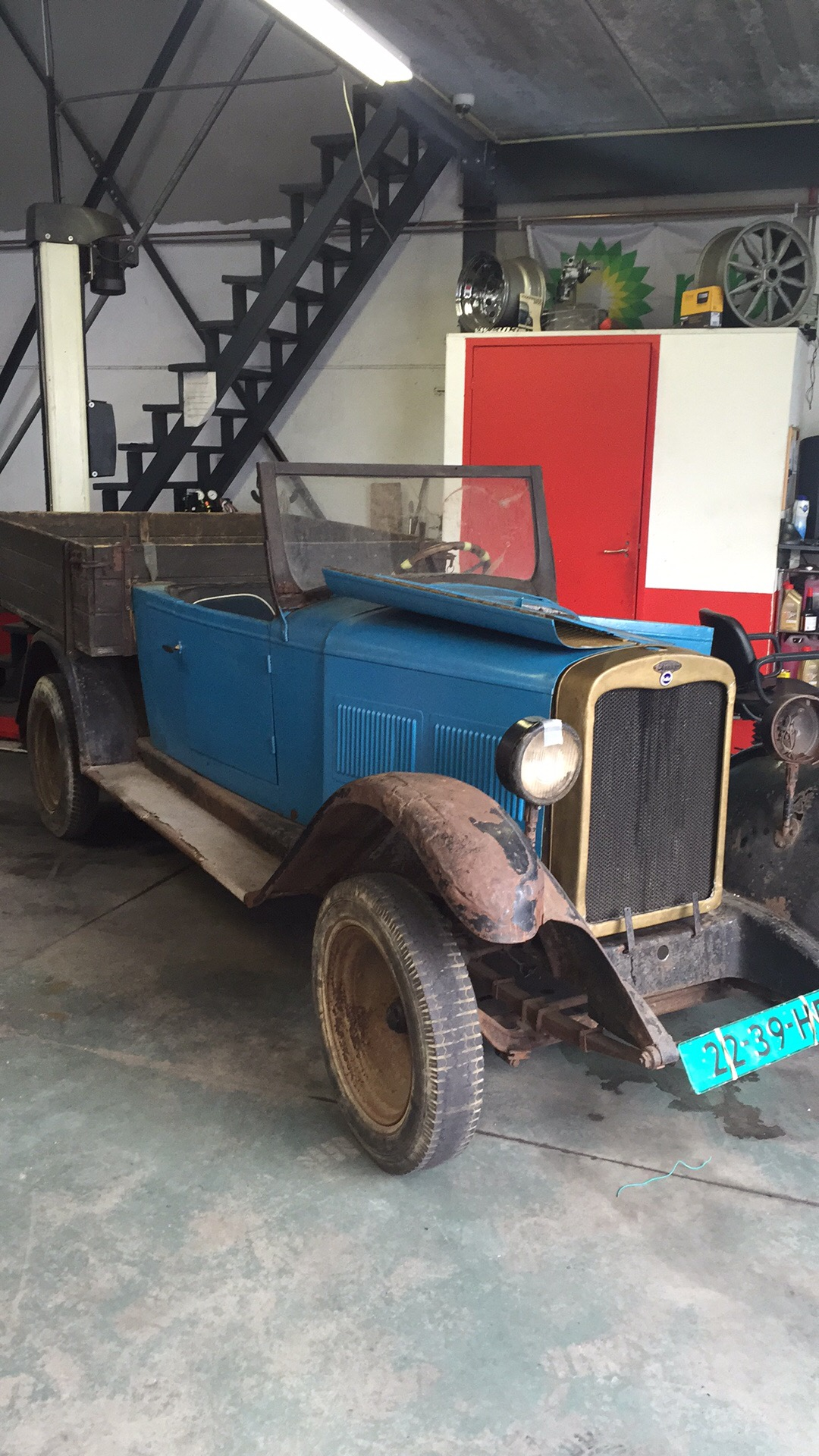

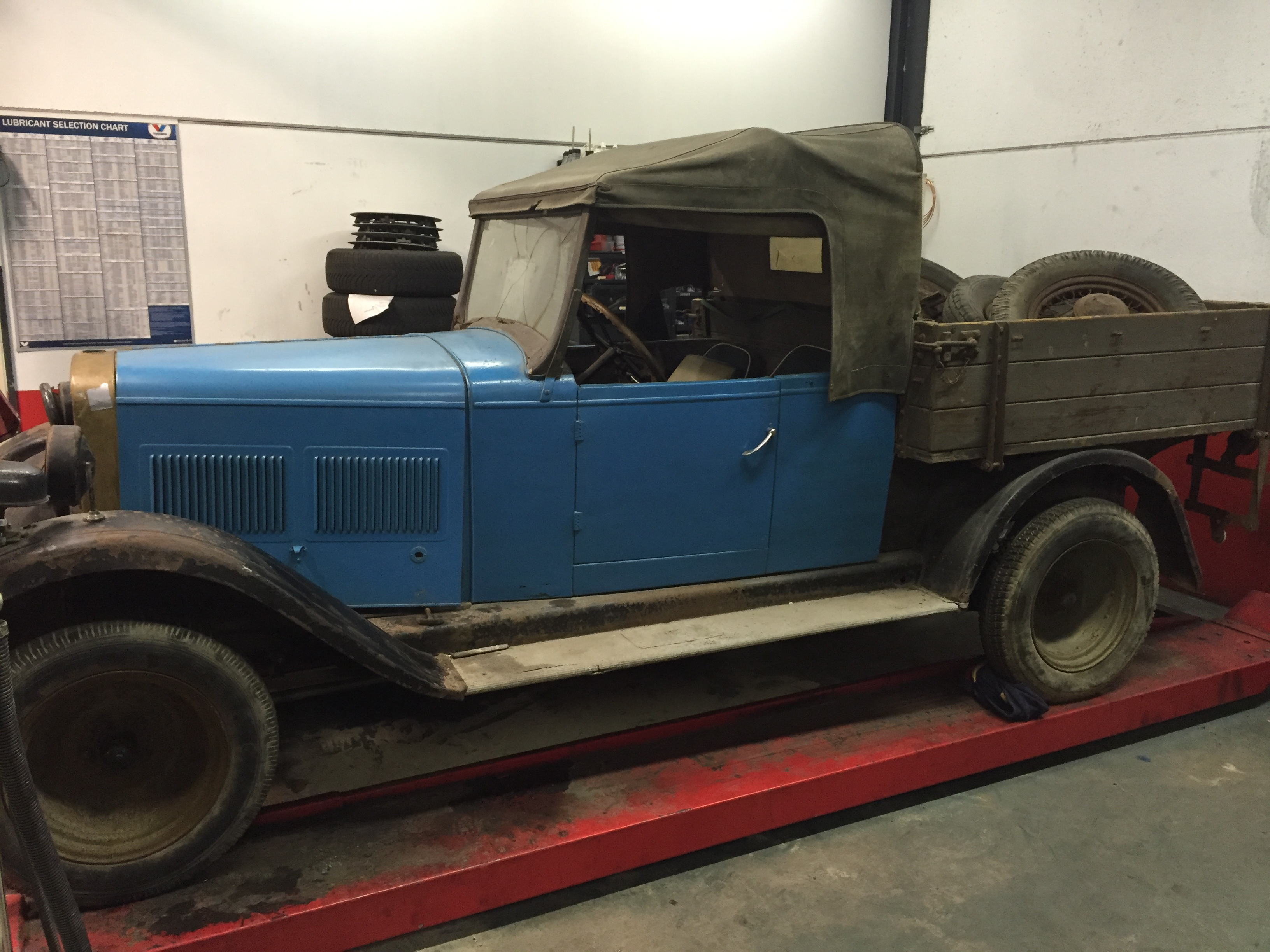
w10/2 1927

Wanderer is een historisch auto- en motorfietsmerk. Het bedrijf begon als Winkelhofer & Jaenicke, Chemnitz, later Wanderer-Werk, vorm. Winkelhofer & Jaenicke, AG, Schönau bei Chemnitz in Saksen. Als de voorgangers meegerekend worden was Wanderer actief in de periode van 1885 tot circa 1945.
Wanderer leverde aan het Duitse leger, waardoor de productie in de Eerste Wereldoorlog door kon gaan. Naast de militaire machines kwamen er civiele 184 cc eencilinders met liggende cilinder en vanaf 1927 een 498 cc kopklepper met cardanaandrijving. Deze laatste machine werd met de complete fabriek in 1929 verkocht aan Jawa.
In de jaren dertig werden bij het oorspronkelijke bedrijf Wanderer wel nog lichte motorfietsjes met 75- en 98 cc Sachsmotoren gemaakt, in samenwerking met NSU. De autotak werd in 1932 ondergebracht in Auto-Union, samen met DKW, Horch en Audi.

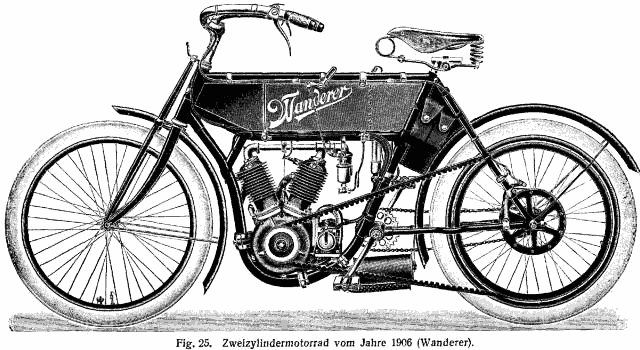
Wanderer Mofa uit 1904
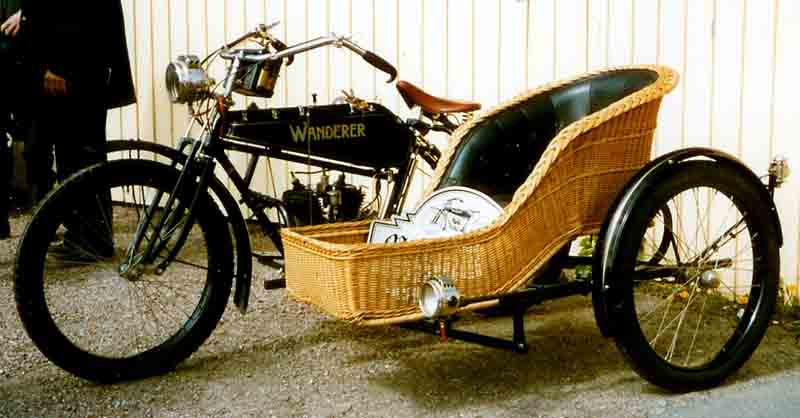
Wanderer 4 pk uit 1914
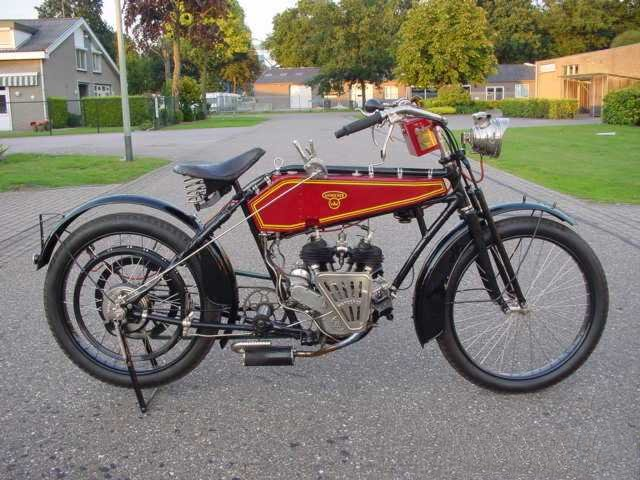
Wanderer 4 pk (504 cc) uit 1915
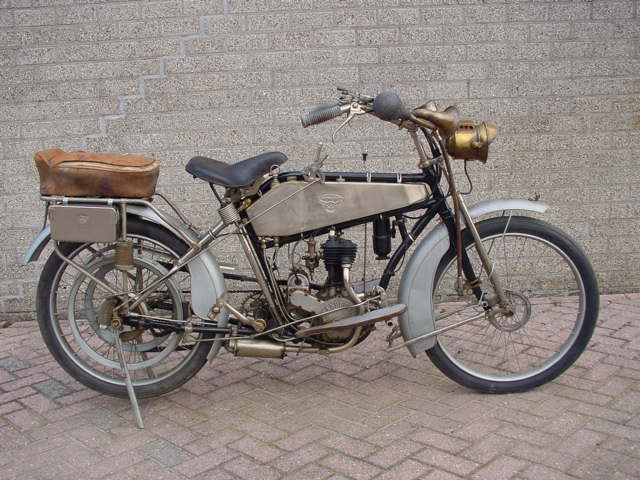
Wanderer 2 pk (250 cc) uit 1917
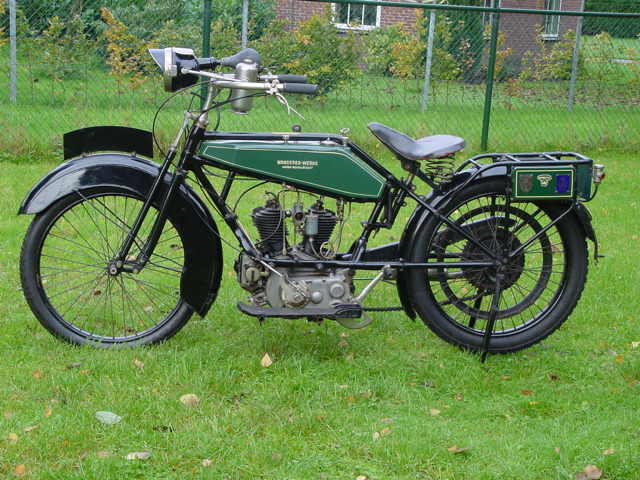
Wanderer Model V (616 cc) uit 1920
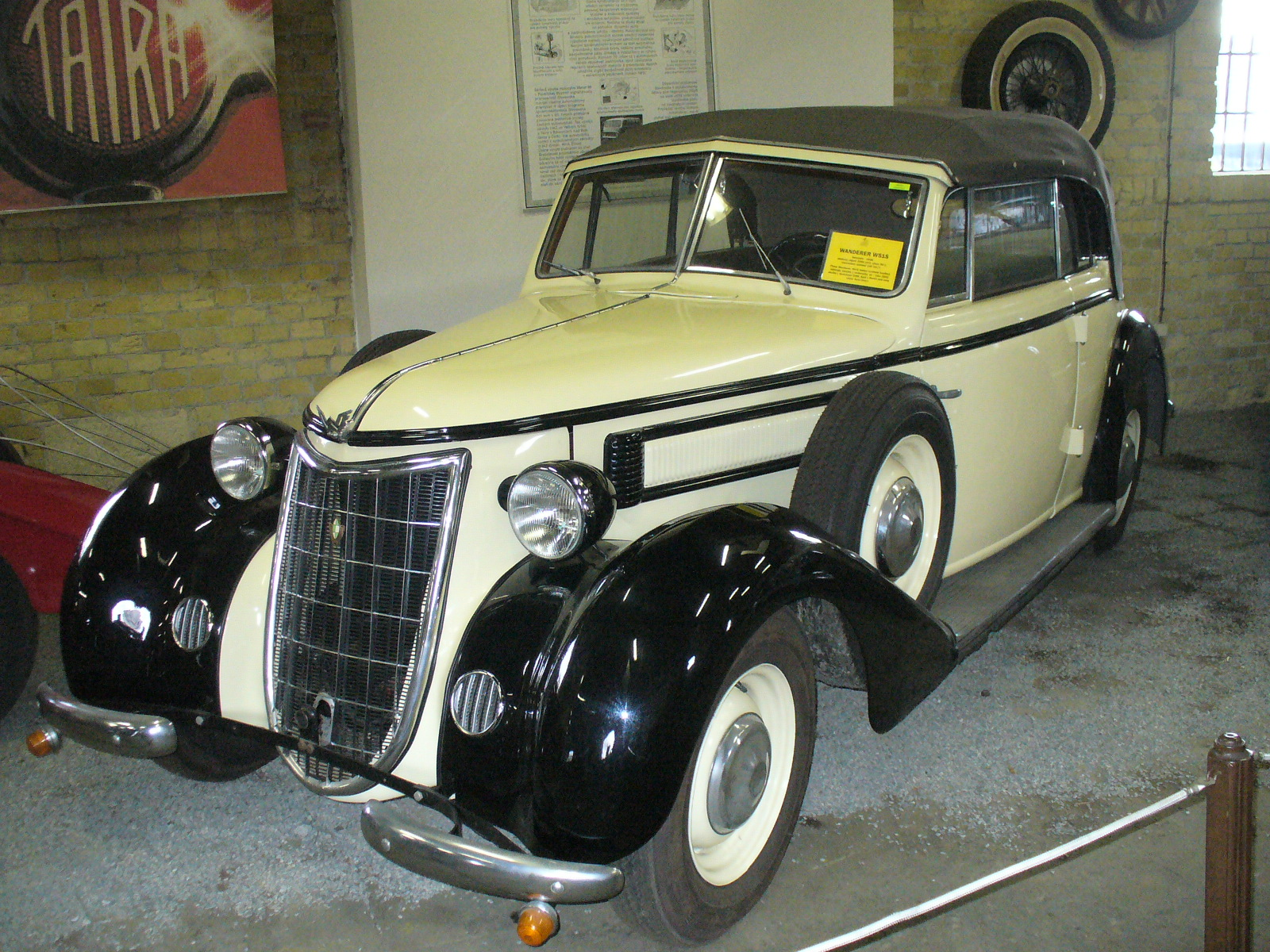
Wanderer W51S
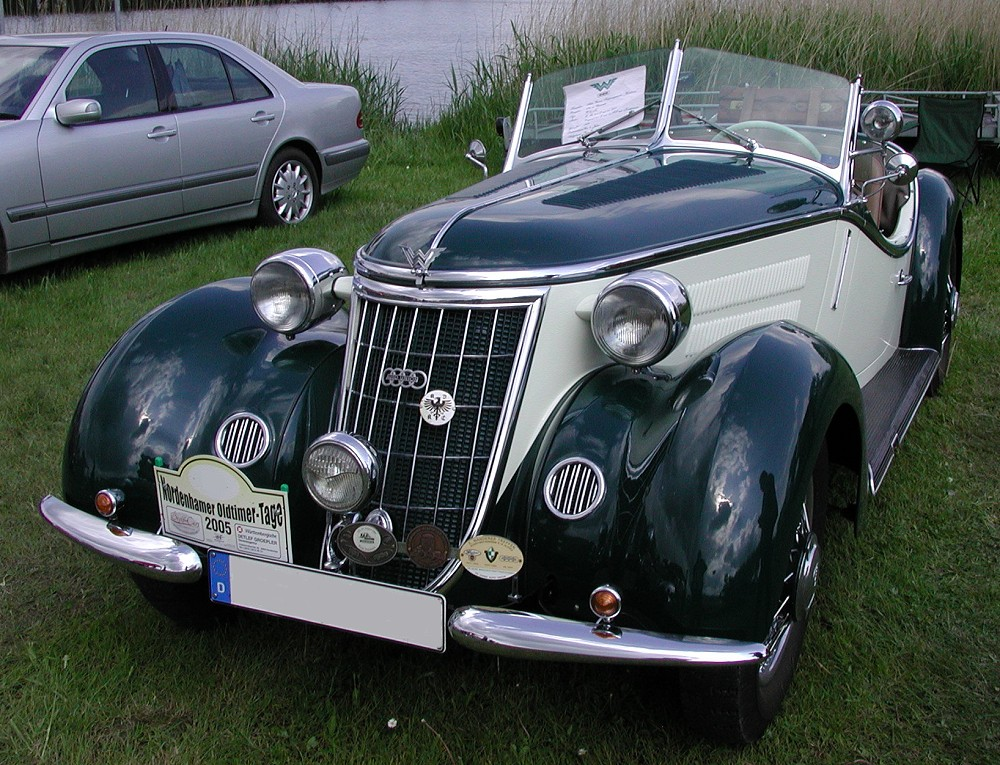
Auto Union Wanderer W25K uit 1936
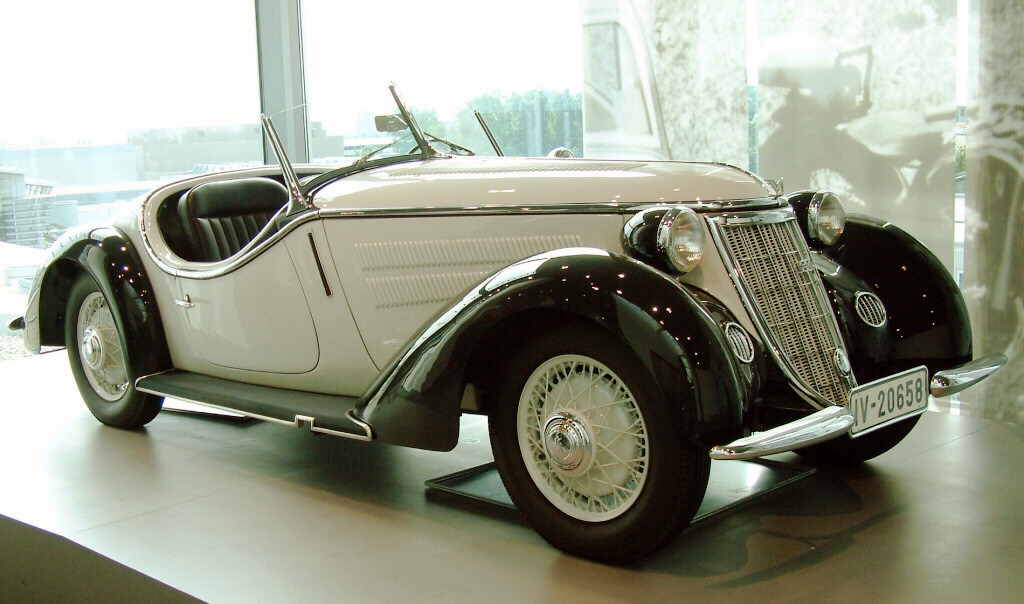
Wanderer W25K (1936-1938)
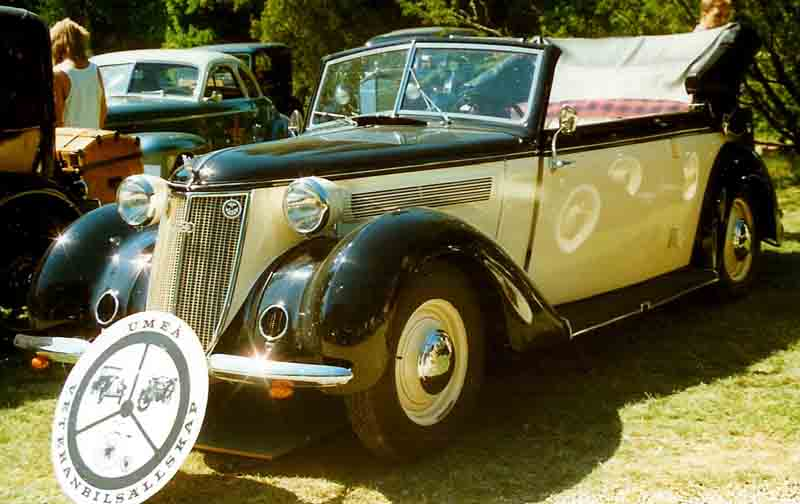
Wanderer W 23 Cabriolet uit 1938
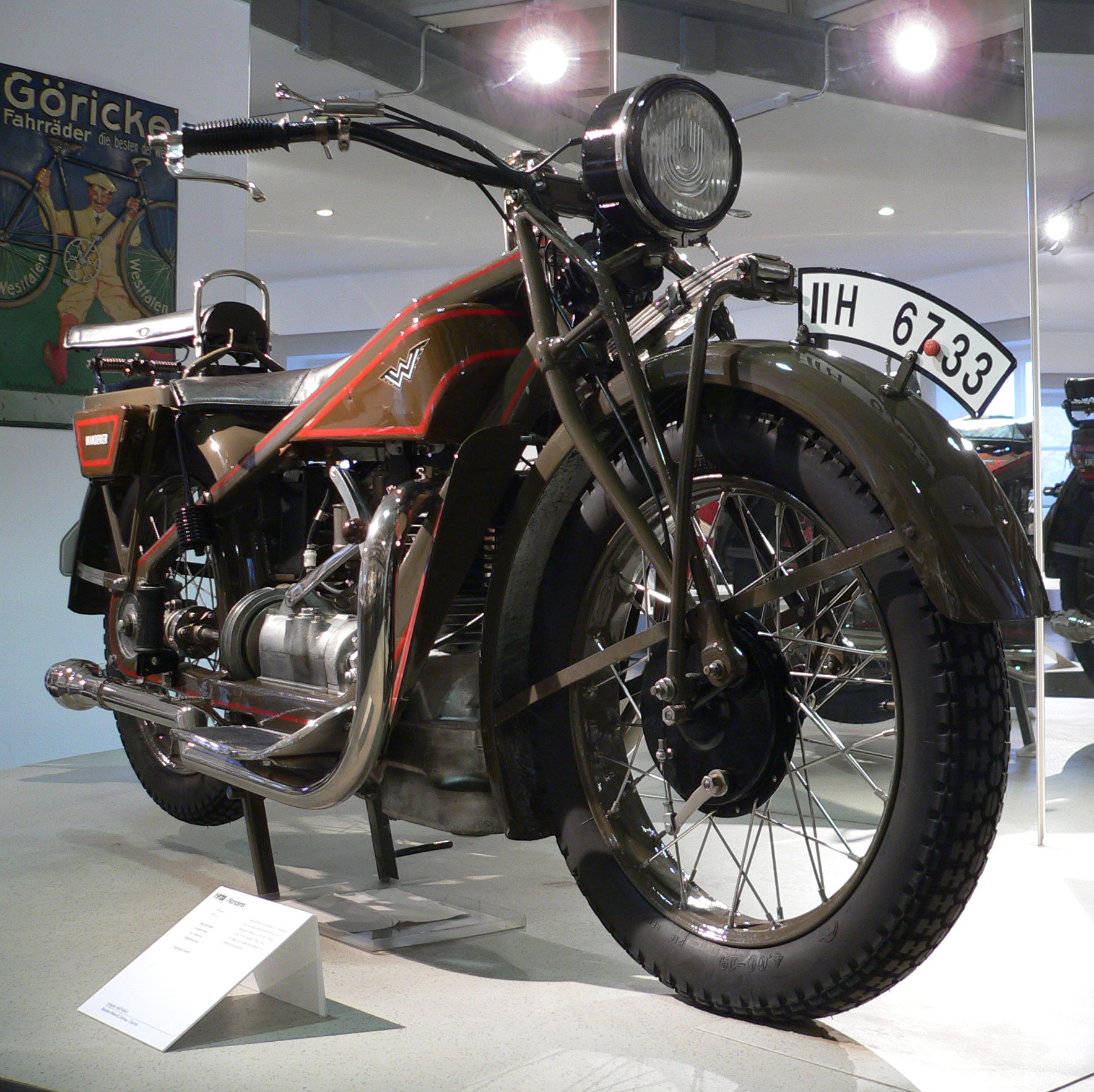
Wanderer K 500 van 1938 in het Zweirad-Museum Neckarsulm
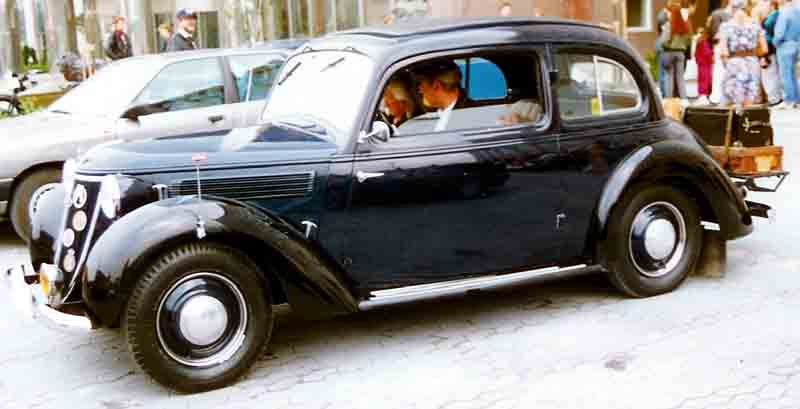
Wanderer W 24 Limousine uit 1939

## Tijdlijn personenauto's
| Auto-Union (Audi, DKW, Horch en Wanderer)-modellen van 1900 tot 1945 — volgend » | Auto-Union (Audi, DKW, Horch en Wanderer)-modellen van 1900 tot 1945 — volgend » | Auto-Union (Audi, DKW, Horch en Wanderer)-modellen van 1900 tot 1945 — volgend » | Auto-Union (Audi, DKW, Horch en Wanderer)-modellen van 1900 tot 1945 — volgend » | Auto-Union (Audi, DKW, Horch en Wanderer)-modellen van 1900 tot 1945 — volgend » | Auto-Union (Audi, DKW, Horch en Wanderer)-modellen van 1900 tot 1945 — volgend » | Auto-Union (Audi, DKW, Horch en Wanderer)-modellen van 1900 tot 1945 — volgend » | Auto-Union (Audi, DKW, Horch en Wanderer)-modellen van 1900 tot 1945 — volgend » | Auto-Union (Audi, DKW, Horch en Wanderer)-modellen van 1900 tot 1945 — volgend » | Auto-Union (Audi, DKW, Horch en Wanderer)-modellen van 1900 tot 1945 — volgend » | Auto-Union (Audi, DKW, Horch en Wanderer)-modellen van 1900 tot 1945 — volgend » | Auto-Union (Audi, DKW, Horch en Wanderer)-modellen van 1900 tot 1945 — volgend » | Auto-Union (Audi, DKW, Horch en Wanderer)-modellen van 1900 tot 1945 — volgend » | Auto-Union (Audi, DKW, Horch en Wanderer)-modellen van 1900 tot 1945 — volgend » | Auto-Union (Audi, DKW, Horch en Wanderer)-modellen van 1900 tot 1945 — volgend » | Auto-Union (Audi, DKW, Horch en Wanderer)-modellen van 1900 tot 1945 — volgend » | Auto-Union (Audi, DKW, Horch en Wanderer)-modellen van 1900 tot 1945 — volgend » | Auto-Union (Audi, DKW, Horch en Wanderer)-modellen van 1900 tot 1945 — volgend » | Auto-Union (Audi, DKW, Horch en Wanderer)-modellen van 1900 tot 1945 — volgend » | Auto-Union (Audi, DKW, Horch en Wanderer)-modellen van 1900 tot 1945 — volgend » | Auto-Union (Audi, DKW, Horch en Wanderer)-modellen van 1900 tot 1945 — volgend » | Auto-Union (Audi, DKW, Horch en Wanderer)-modellen van 1900 tot 1945 — volgend » | Auto-Union (Audi, DKW, Horch en Wanderer)-modellen van 1900 tot 1945 — volgend » | Auto-Union (Audi, DKW, Horch en Wanderer)-modellen van 1900 tot 1945 — volgend » | Auto-Union (Audi, DKW, Horch en Wanderer)-modellen van 1900 tot 1945 — volgend » | Auto-Union (Audi, DKW, Horch en Wanderer)-modellen van 1900 tot 1945 — volgend » | Auto-Union (Audi, DKW, Horch en Wanderer)-modellen van 1900 tot 1945 — volgend » | Auto-Union (Audi, DKW, Horch en Wanderer)-modellen van 1900 tot 1945 — volgend » | Auto-Union (Audi, DKW, Horch en Wanderer)-modellen van 1900 tot 1945 — volgend » | Auto-Union (Audi, DKW, Horch en Wanderer)-modellen van 1900 tot 1945 — volgend » | Auto-Union (Audi, DKW, Horch en Wanderer)-modellen van 1900 tot 1945 — volgend » | Auto-Union (Audi, DKW, Horch en Wanderer)-modellen van 1900 tot 1945 — volgend » | Auto-Union (Audi, DKW, Horch en Wanderer)-modellen van 1900 tot 1945 — volgend » | Auto-Union (Audi, DKW, Horch en Wanderer)-modellen van 1900 tot 1945 — volgend » | Auto-Union (Audi, DKW, Horch en Wanderer)-modellen van 1900 tot 1945 — volgend » | Auto-Union (Audi, DKW, Horch en Wanderer)-modellen van 1900 tot 1945 — volgend » | Auto-Union (Audi, DKW, Horch en Wanderer)-modellen van 1900 tot 1945 — volgend » | Auto-Union (Audi, DKW, Horch en Wanderer)-modellen van 1900 tot 1945 — volgend » | Auto-Union (Audi, DKW, Horch en Wanderer)-modellen van 1900 tot 1945 — volgend » | Auto-Union (Audi, DKW, Horch en Wanderer)-modellen van 1900 tot 1945 — volgend » | Auto-Union (Audi, DKW, Horch en Wanderer)-modellen van 1900 tot 1945 — volgend » | Auto-Union (Audi, DKW, Horch en Wanderer)-modellen van 1900 tot 1945 — volgend » | Auto-Union (Audi, DKW, Horch en Wanderer)-modellen van 1900 tot 1945 — volgend » | Auto-Union (Audi, DKW, Horch en Wanderer)-modellen van 1900 tot 1945 — volgend » | Auto-Union (Audi, DKW, Horch en Wanderer)-modellen van 1900 tot 1945 — volgend » | Auto-Union (Audi, DKW, Horch en Wanderer)-modellen van 1900 tot 1945 — volgend » | Auto-Union (Audi, DKW, Horch en Wanderer)-modellen van 1900 tot 1945 — volgend » |
| -------------------------------------------------------------------------------- | -------------------------------------------------------------------------------- | -------------------------------------------------------------------------------- | -------------------------------------------------------------------------------- | -------------------------------------------------------------------------------- | -------------------------------------------------------------------------------- | -------------------------------------------------------------------------------- | -------------------------------------------------------------------------------- | -------------------------------------------------------------------------------- | -------------------------------------------------------------------------------- | -------------------------------------------------------------------------------- | -------------------------------------------------------------------------------- | -------------------------------------------------------------------------------- | -------------------------------------------------------------------------------- | -------------------------------------------------------------------------------- | -------------------------------------------------------------------------------- | -------------------------------------------------------------------------------- | -------------------------------------------------------------------------------- | -------------------------------------------------------------------------------- | -------------------------------------------------------------------------------- | -------------------------------------------------------------------------------- | -------------------------------------------------------------------------------- | -------------------------------------------------------------------------------- | -------------------------------------------------------------------------------- | -------------------------------------------------------------------------------- | -------------------------------------------------------------------------------- | -------------------------------------------------------------------------------- | -------------------------------------------------------------------------------- | -------------------------------------------------------------------------------- | -------------------------------------------------------------------------------- | -------------------------------------------------------------------------------- | -------------------------------------------------------------------------------- | -------------------------------------------------------------------------------- | -------------------------------------------------------------------------------- | -------------------------------------------------------------------------------- | -------------------------------------------------------------------------------- | -------------------------------------------------------------------------------- | -------------------------------------------------------------------------------- | -------------------------------------------------------------------------------- | -------------------------------------------------------------------------------- | -------------------------------------------------------------------------------- | -------------------------------------------------------------------------------- | -------------------------------------------------------------------------------- | -------------------------------------------------------------------------------- | -------------------------------------------------------------------------------- | -------------------------------------------------------------------------------- | -------------------------------------------------------------------------------- |
| Type                                                                             | Type                                                                             | 1900                                                                             | 1900                                                                             | 1900                                                                             | 1900                                                                             | 1900                                                                             | 1900                                                                             | 1900                                                                             | 1900                                                                             | 1900                                                                             | 1900                                                                             | 1910                                                                             | 1910                                                                             | 1910                                                                             | 1910                                                                             | 1910                                                                             | 1910                                                                             | 1910                                                                             | 1910                                                                             | 1910                                                                             | 1910                                                                             | 1920                                                                             | 1920                                                                             | 1920                                                                             | 1920                                                                             | 1920                                                                             | 1920                                                                             | 1920                                                                             | 1920                                                                             | 1920                                                                             | 1920                                                                             | 1930                                                                             | 1930                                                                             | 1930                                                                             | 1930                                                                             | 1930                                                                             | 1930                                                                             | 1930                                                                             | 1930                                                                             | 1930                                                                             | 1930                                                                             | 1940                                                                             | 1940                                                                             | 1940                                                                             | 1940                                                                             | 1940                                                                             |
| Type                                                                             | Type                                                                             | 0                                                                                | 1                                                                                | 2                                                                                | 3                                                                                | 4                                                                                | 5                                                                                | 6                                                                                | 7                                                                                | 8                                                                                | 9                                                                                | 0                                                                                | 1                                                                                | 2                                                                                | 3                                                                                | 4                                                                                | 5                                                                                | 6                                                                                | 7                                                                                | 8                                                                                | 9                                                                                | 0                                                                                | 1                                                                                | 2                                                                                | 3                                                                                | 4                                                                                | 5                                                                                | 6                                                                                | 7                                                                                | 8                                                                                | 9                                                                                | 0                                                                                | 1                                                                                | 2                                                                                | 3                                                                                | 4                                                                                | 5                                                                                | 6                                                                                | 7                                                                                | 8                                                                                | 9                                                                                | 0                                                                                | 1                                                                                | 2                                                                                | 3                                                                                | 4                                                                                |
| Compacte klasse                                                                  | Compacte klasse                                                                  |                                                                                  |                                                                                  |                                                                                  |                                                                                  |                                                                                  |                                                                                  |                                                                                  |                                                                                  |                                                                                  |                                                                                  |                                                                                  |                                                                                  |                                                                                  |                                                                                  |                                                                                  |                                                                                  |                                                                                  |                                                                                  |                                                                                  |                                                                                  |                                                                                  |                                                                                  |                                                                                  |                                                                                  |                                                                                  |                                                                                  |                                                                                  |                                                                                  |                                                                                  |                                                                                  |                                                                                  | F1                                                                               | F2 / F4                                                                          | F2 / F4                                                                          | F2 / F4                                                                          | F5                                                                               | F5                                                                               | F7                                                                               | F7                                                                               | F8                                                                               | F8                                                                               | F8                                                                               | F8                                                                               |                                                                                  |                                                                                  |
| Compacte klasse                                                                  | Compacte klasse                                                                  |                                                                                  |                                                                                  |                                                                                  |                                                                                  |                                                                                  |                                                                                  |                                                                                  |                                                                                  |                                                                                  |                                                                                  |                                                                                  |                                                                                  | W1, W2, W3, W4, W8 "Puppchen"                                                    | W1, W2, W3, W4, W8 "Puppchen"                                                    | W1, W2, W3, W4, W8 "Puppchen"                                                    | W1, W2, W3, W4, W8 "Puppchen"                                                    | W1, W2, W3, W4, W8 "Puppchen"                                                    | W1, W2, W3, W4, W8 "Puppchen"                                                    | W1, W2, W3, W4, W8 "Puppchen"                                                    | W1, W2, W3, W4, W8 "Puppchen"                                                    | W1, W2, W3, W4, W8 "Puppchen"                                                    | W1, W2, W3, W4, W8 "Puppchen"                                                    | W1, W2, W3, W4, W8 "Puppchen"                                                    | W1, W2, W3, W4, W8 "Puppchen"                                                    | W1, W2, W3, W4, W8 "Puppchen"                                                    | W1, W2, W3, W4, W8 "Puppchen"                                                    | W1, W2, W3, W4, W8 "Puppchen"                                                    |                                                                                  | P15 PS                                                                           | P15 PS                                                                           | PS 600 Sport                                                                     | PS 600 Sport                                                                     |                                                                                  |                                                                                  |                                                                                  |                                                                                  |                                                                                  |                                                                                  |                                                                                  |                                                                                  |                                                                                  |                                                                                  |                                                                                  |                                                                                  |                                                                                  |
| Compacte klasse                                                                  | Compacte klasse                                                                  | 4-15 PS                                                                          | 4-15 PS                                                                          | 4-15 PS                                                                          | 4-15 PS                                                                          |                                                                                  |                                                                                  |                                                                                  |                                                                                  |                                                                                  |                                                                                  |                                                                                  |                                                                                  |                                                                                  |                                                                                  | Pony (4/15 PS)                                                                   |                                                                                  |                                                                                  |                                                                                  |                                                                                  |                                                                                  |                                                                                  |                                                                                  |                                                                                  |                                                                                  |                                                                                  |                                                                                  |                                                                                  |                                                                                  |                                                                                  |                                                                                  |                                                                                  | Type P                                                                           |                                                                                  |                                                                                  |                                                                                  |                                                                                  |                                                                                  |                                                                                  |                                                                                  |                                                                                  |                                                                                  |                                                                                  |                                                                                  |                                                                                  |                                                                                  |
| Compacte middenklasse                                                            | Compacte middenklasse                                                            |                                                                                  |                                                                                  |                                                                                  |                                                                                  |                                                                                  |                                                                                  |                                                                                  |                                                                                  |                                                                                  |                                                                                  | Type A (10/22 PS)                                                                | Type A (10/22 PS)                                                                | Type A (10/22 PS)                                                                |                                                                                  | Type G (8/22 PS)                                                                 | Type G (8/22 PS)                                                                 | Type G (8/22 PS)                                                                 | Type G (8/22 PS)                                                                 | Type G (8/22 PS)                                                                 | Type G (8/22 PS)                                                                 | Type G (8/22 PS)                                                                 | Type G (8/22 PS)                                                                 | Type G (8/22 PS)                                                                 | Type G (8/22 PS)                                                                 |                                                                                  |                                                                                  |                                                                                  |                                                                                  |                                                                                  | 4=8, Sonderklasse                                                                | 4=8, Sonderklasse                                                                | 4=8, Sonderklasse                                                                | 4=8, Sonderklasse                                                                | 4=8, Sonderklasse                                                                | Schwebeklasse, Sonderklasse                                                      | Schwebeklasse, Sonderklasse                                                      | Schwebeklasse, Sonderklasse                                                      | Schwebeklasse, Sonderklasse                                                      | Schwebeklasse, Sonderklasse                                                      | Schwebeklasse, Sonderklasse                                                      | Schwebeklasse, Sonderklasse                                                      |                                                                                  |                                                                                  |                                                                                  |                                                                                  |
| Compacte middenklasse                                                            | Compacte middenklasse                                                            |                                                                                  |                                                                                  |                                                                                  |                                                                                  |                                                                                  |                                                                                  |                                                                                  |                                                                                  |                                                                                  |                                                                                  |                                                                                  |                                                                                  |                                                                                  |                                                                                  |                                                                                  |                                                                                  |                                                                                  |                                                                                  |                                                                                  | W6, W9                                                                           |                                                                                  |                                                                                  |                                                                                  |                                                                                  |                                                                                  |                                                                                  |                                                                                  |                                                                                  |                                                                                  |                                                                                  |                                                                                  |                                                                                  |                                                                                  |                                                                                  |                                                                                  |                                                                                  |                                                                                  |                                                                                  |                                                                                  |                                                                                  |                                                                                  |                                                                                  |                                                                                  |                                                                                  |                                                                                  |
| Middenklasse                                                                     | Middenklasse                                                                     |                                                                                  |                                                                                  | 10-12 PS                                                                         | 10-12 PS                                                                         | 10-12 PS                                                                         | 14-20 PS                                                                         | 14-20 PS                                                                         | 14-20 PS                                                                         | 14-20 PS                                                                         | 14-20 PS                                                                         | 10/30 PS                                                                         | 10/30 PS                                                                         | 6/18 PS                                                                          | 6/18 PS                                                                          | 6/18 PS                                                                          | 6/18 PS                                                                          | 6/18 PS                                                                          | 6/18 PS                                                                          | 6/18 PS                                                                          | 6/18 PS                                                                          | 6/18 PS                                                                          |                                                                                  |                                                                                  |                                                                                  |                                                                                  |                                                                                  |                                                                                  |                                                                                  |                                                                                  |                                                                                  |                                                                                  |                                                                                  |                                                                                  |                                                                                  |                                                                                  |                                                                                  |                                                                                  |                                                                                  |                                                                                  |                                                                                  |                                                                                  |                                                                                  |                                                                                  |                                                                                  |                                                                                  |
| Middenklasse                                                                     | Middenklasse                                                                     |                                                                                  |                                                                                  |                                                                                  |                                                                                  |                                                                                  |                                                                                  |                                                                                  |                                                                                  |                                                                                  |                                                                                  | K (12/30 PS)                                                                     | K (12/30 PS)                                                                     | 8/24 PS                                                                          | 8/24 PS                                                                          | 8/24 PS                                                                          | 8/24 PS                                                                          | 8/24 PS                                                                          | 8/24 PS                                                                          | 8/24 PS                                                                          | 8/24 PS                                                                          | 8/24 PS                                                                          | 8/24 PS                                                                          | 8/24 PS                                                                          |                                                                                  |                                                                                  |                                                                                  |                                                                                  |                                                                                  |                                                                                  |                                                                                  |                                                                                  |                                                                                  |                                                                                  |                                                                                  |                                                                                  |                                                                                  |                                                                                  |                                                                                  |                                                                                  |                                                                                  |                                                                                  |                                                                                  |                                                                                  |                                                                                  |                                                                                  |
| Middenklasse                                                                     | Middenklasse                                                                     |                                                                                  |                                                                                  |                                                                                  |                                                                                  |                                                                                  |                                                                                  |                                                                                  |                                                                                  |                                                                                  | Type B (10/28 PS)                                                                |                                                                                  |                                                                                  |                                                                                  |                                                                                  |                                                                                  |                                                                                  |                                                                                  |                                                                                  |                                                                                  |                                                                                  |                                                                                  |                                                                                  |                                                                                  |                                                                                  |                                                                                  |                                                                                  |                                                                                  |                                                                                  |                                                                                  |                                                                                  |                                                                                  |                                                                                  |                                                                                  |                                                                                  |                                                                                  |                                                                                  |                                                                                  |                                                                                  |                                                                                  |                                                                                  |                                                                                  |                                                                                  |                                                                                  |                                                                                  |                                                                                  |
| Middenklasse                                                                     | Middenklasse                                                                     |                                                                                  |                                                                                  |                                                                                  |                                                                                  |                                                                                  |                                                                                  |                                                                                  |                                                                                  |                                                                                  |                                                                                  | 15/30 PS                                                                         | 15/30 PS                                                                         | 15/30 PS                                                                         | 15/30 PS                                                                         | 15/30 PS                                                                         |                                                                                  |                                                                                  |                                                                                  |                                                                                  |                                                                                  |                                                                                  |                                                                                  |                                                                                  |                                                                                  |                                                                                  |                                                                                  | W10                                                                              | W10                                                                              | W10                                                                              | W10                                                                              | W10                                                                              | W10                                                                              | W15, W17, W20                                                                    | W21, W235/W35                                                                    | W21, W235/W35                                                                    | W21, W235/W35                                                                    | W21, W235/W35                                                                    | W24                                                                              | W24                                                                              | W24                                                                              | W24                                                                              |                                                                                  |                                                                                  |                                                                                  |                                                                                  |
| Middenklasse                                                                     | Middenklasse                                                                     |                                                                                  |                                                                                  |                                                                                  |                                                                                  |                                                                                  |                                                                                  |                                                                                  |                                                                                  |                                                                                  |                                                                                  |                                                                                  |                                                                                  | Type C (14/35 PS)                                                                | Type C (14/35 PS)                                                                | Type C (14/35 PS)                                                                | Type C (14/35 PS)                                                                | Type C (14/35 PS)                                                                | Type C (14/35 PS)                                                                | Type C (14/35 PS)                                                                | Type C (14/35 PS)                                                                | Type C (14/35 PS)                                                                | Type K (14/50 PS)                                                                | Type K (14/50 PS)                                                                | Type K (14/50 PS)                                                                | Type K (14/50 PS)                                                                | Type K (14/50 PS)                                                                | Type K (14/50 PS)                                                                |                                                                                  |                                                                                  |                                                                                  |                                                                                  |                                                                                  | W15, W17, W20                                                                    | W22, W240/W40                                                                    | W22, W240/W40                                                                    | W22, W240/W40                                                                    | W22, W240/W40                                                                    | W22, W240/W40                                                                    | W22, W240/W40                                                                    |                                                                                  |                                                                                  |                                                                                  |                                                                                  |                                                                                  |                                                                                  |
| Hogere middenklasse                                                              | Hogere middenklasse                                                              |                                                                                  |                                                                                  |                                                                                  |                                                                                  |                                                                                  |                                                                                  |                                                                                  |                                                                                  |                                                                                  |                                                                                  |                                                                                  |                                                                                  | O (14/40 PS)                                                                     | O (14/40 PS)                                                                     | O (14/40 PS)                                                                     | O (14/40 PS)                                                                     | O (14/40 PS)                                                                     | O (14/40 PS)                                                                     | O (14/40 PS)                                                                     | O (14/40 PS)                                                                     | O (14/40 PS)                                                                     | O (14/40 PS)                                                                     | 10M20 / 10M25                                                                    | 10M20 / 10M25                                                                    | 10M20 / 10M25                                                                    | 10M20 / 10M25                                                                    | 10M20 / 10M25                                                                    |                                                                                  | W11                                                                              | W11                                                                              | W11                                                                              | W11                                                                              | W11                                                                              | W11                                                                              |                                                                                  |                                                                                  |                                                                                  |                                                                                  |                                                                                  |                                                                                  |                                                                                  |                                                                                  |                                                                                  |                                                                                  |                                                                                  |
| Hogere middenklasse                                                              | Hogere middenklasse                                                              |                                                                                  |                                                                                  |                                                                                  | 22-30 PS                                                                         | 18/25 PS                                                                         | 18/25 PS                                                                         | 18/25 PS                                                                         | 18/25 PS                                                                         | 18/25 PS                                                                         | 18/25 PS                                                                         | H (17/45 PS)                                                                     | H (17/45 PS)                                                                     | H (17/45 PS)                                                                     | H (17/45 PS)                                                                     | H (17/45 PS)                                                                     | H (17/45 PS)                                                                     | H (17/45 PS)                                                                     | H (17/45 PS)                                                                     | H (17/45 PS)                                                                     | H (17/45 PS)                                                                     |                                                                                  |                                                                                  |                                                                                  |                                                                                  |                                                                                  |                                                                                  |                                                                                  |                                                                                  |                                                                                  |                                                                                  |                                                                                  |                                                                                  |                                                                                  |                                                                                  |                                                                                  | W245/W45, W250/W50, W51                                                          | W245/W45, W250/W50, W51                                                          | W245/W45, W250/W50, W51                                                          | W23, W26, W52                                                                    | W23, W26, W52                                                                    | W23, W26, W52                                                                    | W23, W26, W52                                                                    |                                                                                  |                                                                                  |                                                                                  |
| Hogere middenklasse                                                              | Hogere middenklasse                                                              |                                                                                  |                                                                                  |                                                                                  |                                                                                  |                                                                                  |                                                                                  |                                                                                  |                                                                                  |                                                                                  |                                                                                  |                                                                                  |                                                                                  |                                                                                  |                                                                                  |                                                                                  |                                                                                  |                                                                                  |                                                                                  |                                                                                  |                                                                                  |                                                                                  |                                                                                  |                                                                                  |                                                                                  |                                                                                  |                                                                                  |                                                                                  |                                                                                  |                                                                                  |                                                                                  |                                                                                  | Type T (15/75 PS) Dresden                                                        | Type T (15/75 PS) Dresden                                                        | Type UW Front                                                                    | Type UW Front                                                                    | 225                                                                              | 225                                                                              | 225                                                                              | 225                                                                              | 920                                                                              | 920                                                                              |                                                                                  |                                                                                  |                                                                                  |                                                                                  |
| Topklasse                                                                        | Topklasse                                                                        |                                                                                  |                                                                                  |                                                                                  |                                                                                  |                                                                                  |                                                                                  |                                                                                  |                                                                                  |                                                                                  |                                                                                  |                                                                                  |                                                                                  | Type D (18/45 PS)                                                                | Type D (18/45 PS)                                                                | Type D (18/45 PS)                                                                | Type D (18/45 PS)                                                                | Type D (18/45 PS)                                                                | Type D (18/45 PS)                                                                | Type D (18/45 PS)                                                                | Type D (18/45 PS)                                                                | Type D (18/45 PS)                                                                |                                                                                  |                                                                                  |                                                                                  |                                                                                  | Type M (18/70 PS)                                                                | Type M (18/70 PS)                                                                | Type M (18/70 PS)                                                                | Type R (19/100 PS) Imperator                                                     | Type R (19/100 PS) Imperator                                                     | Type SS (20/100 PS) Zwickau                                                      | Type SS (20/100 PS) Zwickau                                                      | Type SS (20/100 PS) Zwickau                                                      |                                                                                  |                                                                                  |                                                                                  |                                                                                  |                                                                                  |                                                                                  |                                                                                  |                                                                                  |                                                                                  |                                                                                  |                                                                                  |                                                                                  |
| Topklasse                                                                        | Topklasse                                                                        |                                                                                  |                                                                                  |                                                                                  |                                                                                  |                                                                                  |                                                                                  |                                                                                  |                                                                                  |                                                                                  |                                                                                  |                                                                                  | Type E (22/55 PS)                                                                |                                                                                  |                                                                                  |                                                                                  |                                                                                  |                                                                                  |                                                                                  |                                                                                  |                                                                                  |                                                                                  |                                                                                  |                                                                                  |                                                                                  |                                                                                  |                                                                                  |                                                                                  |                                                                                  |                                                                                  |                                                                                  |                                                                                  |                                                                                  |                                                                                  |                                                                                  |                                                                                  |                                                                                  |                                                                                  |                                                                                  |                                                                                  |                                                                                  |                                                                                  |                                                                                  |                                                                                  |                                                                                  |                                                                                  |
| Topklasse                                                                        | Topklasse                                                                        |                                                                                  |                                                                                  |                                                                                  |                                                                                  |                                                                                  |                                                                                  |                                                                                  |                                                                                  |                                                                                  |                                                                                  |                                                                                  |                                                                                  | 18/50 PS                                                                         |                                                                                  |                                                                                  |                                                                                  |                                                                                  |                                                                                  |                                                                                  |                                                                                  |                                                                                  |                                                                                  |                                                                                  |                                                                                  |                                                                                  |                                                                                  |                                                                                  |                                                                                  |                                                                                  |                                                                                  |                                                                                  |                                                                                  |                                                                                  |                                                                                  |                                                                                  |                                                                                  |                                                                                  |                                                                                  |                                                                                  |                                                                                  |                                                                                  |                                                                                  |                                                                                  |                                                                                  |                                                                                  |
| Topklasse                                                                        | Topklasse                                                                        |                                                                                  |                                                                                  |                                                                                  |                                                                                  |                                                                                  | 23/50 PS                                                                         | 23/50 PS                                                                         | 23/50 PS                                                                         | 23/50 PS                                                                         | 23/50 PS                                                                         | 23/50 PS                                                                         |                                                                                  |                                                                                  |                                                                                  |                                                                                  |                                                                                  |                                                                                  |                                                                                  |                                                                                  |                                                                                  |                                                                                  |                                                                                  |                                                                                  |                                                                                  |                                                                                  |                                                                                  | 8 (Type 303–405)                                                                 | 8 (Type 303–405)                                                                 | 8 (Type 303–405)                                                                 | 8 (Type 303–405)                                                                 | 8 (Type 303–405)                                                                 | 8 (3 & 4 Liter)                                                                  | 8 (3 & 4 Liter)                                                                  | 8 (3 & 4 Liter)                                                                  | 830                                                                              | 830                                                                              | 830                                                                              | 830                                                                              | 830                                                                              | 830                                                                              | 830                                                                              |                                                                                  |                                                                                  |                                                                                  |                                                                                  |
| Topklasse                                                                        | Topklasse                                                                        |                                                                                  |                                                                                  |                                                                                  |                                                                                  |                                                                                  |                                                                                  |                                                                                  |                                                                                  |                                                                                  | 25/60 PS                                                                         | 25/60 PS                                                                         | 25/60 PS                                                                         | 25/60 PS                                                                         | 25/60 PS                                                                         | 25/60 PS                                                                         | 25/60 PS                                                                         | 25/60 PS                                                                         | 25/60 PS                                                                         | 25/60 PS                                                                         | 25/60 PS                                                                         | 25/60 PS                                                                         |                                                                                  |                                                                                  |                                                                                  |                                                                                  |                                                                                  |                                                                                  |                                                                                  |                                                                                  |                                                                                  |                                                                                  | 8 (4,5 & 5 Liter)                                                                | 8 (4,5 & 5 Liter)                                                                | 8 (4,5 & 5 Liter)                                                                | 8 (4,5 & 5 Liter)                                                                | 8 (4,5 & 5 Liter)                                                                | 850                                                                              | 850                                                                              | 850                                                                              | 850                                                                              | 850                                                                              |                                                                                  |                                                                                  |                                                                                  |                                                                                  |
| Topklasse                                                                        | Topklasse                                                                        |                                                                                  |                                                                                  |                                                                                  |                                                                                  |                                                                                  |                                                                                  |                                                                                  | 26/65 PS                                                                         | 26/65 PS                                                                         | 26/65 PS                                                                         | 26/65 PS                                                                         |                                                                                  |                                                                                  |                                                                                  | Type S (33/80 PS)                                                                | Type S (33/80 PS)                                                                | Type S (33/80 PS)                                                                | Type S (33/80 PS)                                                                | Type S (33/80 PS)                                                                | Type S (33/80 PS)                                                                | Type S (33/80 PS)                                                                | Type S (33/80 PS)                                                                | Type S (33/80 PS)                                                                |                                                                                  |                                                                                  |                                                                                  |                                                                                  |                                                                                  |                                                                                  |                                                                                  |                                                                                  | 12                                                                               | 12                                                                               | 12                                                                               | 12                                                                               |                                                                                  |                                                                                  |                                                                                  |                                                                                  |                                                                                  |                                                                                  |                                                                                  |                                                                                  |                                                                                  |                                                                                  |
| Sportwagen                                                                       | Sportwagen                                                                       |                                                                                  |                                                                                  |                                                                                  |                                                                                  |                                                                                  |                                                                                  |                                                                                  |                                                                                  |                                                                                  |                                                                                  |                                                                                  |                                                                                  |                                                                                  |                                                                                  |                                                                                  |                                                                                  |                                                                                  |                                                                                  |                                                                                  |                                                                                  |                                                                                  |                                                                                  |                                                                                  |                                                                                  |                                                                                  |                                                                                  |                                                                                  |                                                                                  |                                                                                  |                                                                                  |                                                                                  | W14                                                                              | W14                                                                              |                                                                                  |                                                                                  |                                                                                  | W25K, W25                                                                        | W25K, W25                                                                        | W25K, W25                                                                        |                                                                                  |                                                                                  |                                                                                  |                                                                                  |                                                                                  |                                                                                  |
| Kübelwagen                                                                       | Kübelwagen                                                                       |                                                                                  |                                                                                  |                                                                                  |                                                                                  |                                                                                  |                                                                                  |                                                                                  |                                                                                  |                                                                                  |                                                                                  |                                                                                  |                                                                                  |                                                                                  |                                                                                  |                                                                                  |                                                                                  |                                                                                  |                                                                                  |                                                                                  |                                                                                  |                                                                                  |                                                                                  |                                                                                  |                                                                                  |                                                                                  |                                                                                  |                                                                                  |                                                                                  |                                                                                  |                                                                                  |                                                                                  |                                                                                  |                                                                                  | W11                                                                              | W11                                                                              | W11                                                                              | W11                                                                              | W11                                                                              | W11                                                                              | W11                                                                              | W11                                                                              | W11                                                                              |                                                                                  |                                                                                  |                                                                                  |
| Eigenaar                                                                         | Audi                                                                             |                                                                                  |                                                                                  |                                                                                  |                                                                                  |                                                                                  |                                                                                  |                                                                                  |                                                                                  |                                                                                  | Audi Automobilwerke GmbH                                                         | Audi Automobilwerke GmbH                                                         | Audi Automobilwerke GmbH                                                         | Audi Automobilwerke GmbH                                                         | Audi Automobilwerke GmbH                                                         | Audi Automobilwerke GmbH                                                         | Audiwerke AG                                                                     | Audiwerke AG                                                                     | Audiwerke AG                                                                     | Audiwerke AG                                                                     | Audiwerke AG                                                                     | Audiwerke AG                                                                     | Audiwerke AG                                                                     | Audiwerke AG                                                                     | Audiwerke AG                                                                     | Audiwerke AG                                                                     | Audiwerke AG                                                                     | Audiwerke AG                                                                     | Audiwerke AG                                                                     |                                                                                  |                                                                                  |                                                                                  |                                                                                  | Auto Union AG                                                                    | Auto Union AG                                                                    | Auto Union AG                                                                    | Auto Union AG                                                                    | Auto Union AG                                                                    | Auto Union AG                                                                    | Auto Union AG                                                                    | Auto Union AG                                                                    | Auto Union AG                                                                    | Auto Union AG                                                                    | Auto Union AG                                                                    | Auto Union AG                                                                    | Auto Union AG                                                                    |
| Eigenaar                                                                         | DKW                                                                              |                                                                                  |                                                                                  | Rasmussen und Ernst                                                              | Rasmussen und Ernst                                                              | Rasmussen und Ernst                                                              | Rasmussen und Ernst                                                              | Rasmussen und Ernst                                                              | Rasmussen und Ernst                                                              | Rasmussen und Ernst                                                              | Rasmussen und Ernst                                                              | Rasmussen und Ernst                                                              | Rasmussen und Ernst                                                              | Rasmussen und Ernst                                                              | Zschopauer Maschinenfabrik J.S. Rasmussen                                        | Zschopauer Maschinenfabrik J.S. Rasmussen                                        | Zschopauer Maschinenfabrik J.S. Rasmussen                                        | Zschopauer Maschinenfabrik J.S. Rasmussen                                        | Zschopauer Maschinenfabrik J.S. Rasmussen                                        | Zschopauer Maschinenfabrik J.S. Rasmussen                                        | Zschopauer Maschinenfabrik J.S. Rasmussen                                        | Zschopauer Maschinenfabrik J.S. Rasmussen                                        | Zschopauer Maschinenfabrik J.S. Rasmussen                                        | Zschopauer Maschinenfabrik J.S. Rasmussen                                        | Zschopauer Motorenwerke J. S. Rasmussen AG                                       | Zschopauer Motorenwerke J. S. Rasmussen AG                                       | Zschopauer Motorenwerke J. S. Rasmussen AG                                       | Zschopauer Motorenwerke J. S. Rasmussen AG                                       | Zschopauer Motorenwerke J. S. Rasmussen AG                                       | Zschopauer Motorenwerke J. S. Rasmussen AG                                       | Zschopauer Motorenwerke J. S. Rasmussen AG                                       | Zschopauer Motorenwerke J. S. Rasmussen AG                                       | Zschopauer Motorenwerke J. S. Rasmussen AG                                       | Auto Union AG                                                                    | Auto Union AG                                                                    | Auto Union AG                                                                    | Auto Union AG                                                                    | Auto Union AG                                                                    | Auto Union AG                                                                    | Auto Union AG                                                                    | Auto Union AG                                                                    | Auto Union AG                                                                    | Auto Union AG                                                                    | Auto Union AG                                                                    | Auto Union AG                                                                    | Auto Union AG                                                                    |
| Eigenaar                                                                         | Horch                                                                            | August Horch & Cie                                                               | August Horch & Cie                                                               | August Horch & Cie                                                               | August Horch & Cie                                                               | Horch & Cie. Motorwagenwerke AG                                                  | Horch & Cie. Motorwagenwerke AG                                                  | Horch & Cie. Motorwagenwerke AG                                                  | Horch & Cie. Motorwagenwerke AG                                                  | Horch & Cie. Motorwagenwerke AG                                                  | Horch & Cie. Motorwagenwerke AG                                                  | Horch & Cie. Motorwagenwerke AG                                                  | Horch & Cie. Motorwagenwerke AG                                                  | Horch & Cie. Motorwagenwerke AG                                                  | Horch & Cie. Motorwagenwerke AG                                                  | Horch & Cie. Motorwagenwerke AG                                                  | Horch & Cie. Motorwagenwerke AG                                                  | Horch & Cie. Motorwagenwerke AG                                                  | Horch & Cie. Motorwagenwerke AG                                                  | Horchwerke AG                                                                    | Horchwerke AG                                                                    | Horchwerke AG                                                                    | Horchwerke AG                                                                    | Horchwerke AG                                                                    | Horchwerke AG                                                                    | Horchwerke AG                                                                    | Horchwerke AG                                                                    | Horchwerke AG                                                                    | Horchwerke AG                                                                    | Horchwerke AG                                                                    | Horchwerke AG                                                                    | Horchwerke AG                                                                    | Horchwerke AG                                                                    | Auto Union AG                                                                    | Auto Union AG                                                                    | Auto Union AG                                                                    | Auto Union AG                                                                    | Auto Union AG                                                                    | Auto Union AG                                                                    | Auto Union AG                                                                    | Auto Union AG                                                                    | Auto Union AG                                                                    | Auto Union AG                                                                    | Auto Union AG                                                                    | Auto Union AG                                                                    | Auto Union AG                                                                    |
| Eigenaar                                                                         | Wanderer                                                                         | Wanderer Fahrradwerke AG                                                         | Wanderer Fahrradwerke AG                                                         | Wanderer Fahrradwerke AG                                                         | Wanderer Fahrradwerke AG                                                         | Wanderer Fahrradwerke AG                                                         | Wanderer Fahrradwerke AG                                                         | Wanderer Fahrradwerke AG                                                         | Wanderer Fahrradwerke AG                                                         | Wanderer-Werke AG                                                                | Wanderer-Werke AG                                                                | Wanderer-Werke AG                                                                | Wanderer-Werke AG                                                                | Wanderer-Werke AG                                                                | Wanderer-Werke AG                                                                | Wanderer-Werke AG                                                                | Wanderer-Werke AG                                                                | Wanderer-Werke AG                                                                | Wanderer-Werke AG                                                                | Wanderer-Werke AG                                                                | Wanderer-Werke AG                                                                | Wanderer-Werke AG                                                                | Wanderer-Werke AG                                                                | Wanderer-Werke AG                                                                | Wanderer-Werke AG                                                                | Wanderer-Werke AG                                                                | Wanderer-Werke AG                                                                | Wanderer-Werke AG                                                                | Wanderer-Werke AG                                                                | Wanderer-Werke AG                                                                | Wanderer-Werke AG                                                                | Wanderer-Werke AG                                                                | Wanderer-Werke AG                                                                | Auto Union AG                                                                    | Auto Union AG                                                                    | Auto Union AG                                                                    | Auto Union AG                                                                    | Auto Union AG                                                                    | Auto Union AG                                                                    | Auto Union AG                                                                    | Auto Union AG                                                                    | Auto Union AG                                                                    | Auto Union AG                                                                    | Auto Union AG                                                                    | Auto Union AG                                                                    | Auto Union AG                                                                    |
| Legende                                                                          | Legende                                                                          |                                                                                  | Audi, ontwikkeld door DKW                                                        | Audi, ontwikkeld door DKW                                                        | Audi, ontwikkeld door DKW                                                        | Audi, ontwikkeld door DKW                                                        | Audi, ontwikkeld door DKW                                                        | Audi, ontwikkeld door DKW                                                        | Audi, ontwikkeld door DKW                                                        | Audi, ontwikkeld door DKW                                                        | Audi, ontwikkeld door DKW                                                        | Audi, ontwikkeld door DKW                                                        | Audi, ontwikkeld door DKW                                                        | Audi, ontwikkeld door DKW                                                        | Audi                                                                             | Audi                                                                             | Audi                                                                             | Audi                                                                             | Audi                                                                             | Audi                                                                             | Audi                                                                             | Audi                                                                             | Audi                                                                             | Audi                                                                             | Audi                                                                             | Audi                                                                             |                                                                                  |                                                                                  |                                                                                  |                                                                                  |                                                                                  |                                                                                  |                                                                                  |                                                                                  |                                                                                  |                                                                                  |                                                                                  |                                                                                  |                                                                                  |                                                                                  |                                                                                  |                                                                                  |                                                                                  |                                                                                  |                                                                                  |                                                                                  |
| Legende                                                                          | Legende                                                                          |                                                                                  | DKW                                                                              | DKW                                                                              | DKW                                                                              | DKW                                                                              | DKW                                                                              | DKW                                                                              | DKW                                                                              | DKW                                                                              | DKW                                                                              | DKW                                                                              | DKW                                                                              | DKW                                                                              | Horch                                                                            | Horch                                                                            | Horch                                                                            | Horch                                                                            | Horch                                                                            | Horch                                                                            | Horch                                                                            | Horch                                                                            | Horch                                                                            | Horch                                                                            | Horch                                                                            | Horch                                                                            |                                                                                  |                                                                                  |                                                                                  |                                                                                  |                                                                                  |                                                                                  |                                                                                  |                                                                                  |                                                                                  |                                                                                  |                                                                                  |                                                                                  |                                                                                  |                                                                                  |                                                                                  |                                                                                  |                                                                                  |                                                                                  |                                                                                  |                                                                                  |
| Legende                                                                          | Legende                                                                          | Wanderer                                                                         |                                                                                  |                                                                                  |                                                                                  |                                                                                  |                                                                                  |                                                                                  |                                                                                  |                                                                                  |                                                                                  |                                                                                  |                                                                                  |                                                                                  |                                                                                  |                                                                                  |                                                                                  |                                                                                  |                                                                                  |                                                                                  |                                                                                  |                                                                                  |                                                                                  |                                                                                  |                                                                                  |                                                                                  |                                                                                  |                                                                                  |                                                                                  |                                                                                  |                                                                                  |                                                                                  |                                                                                  |                                                                                  |                                                                                  |                                                                                  |                                                                                  |                                                                                  |                                                                                  |                                                                                  |                                                                                  |                                                                                  |                                                                                  |                                                                                  |                                                                                  |                                                                                  |

- Bibsys: 5080876
- Gemeinsame Normdatei: 5196410-7
- Library of Congress Control Number: n82089928
- Virtual International Authority File: 295874508